# 圃鹀
圃鵐为雀科鹀属的鸟类。分布地从欧洲、经伊朗、阿富汗、波斯湾至北非和克什米尔以及中国的新疆等地，一般生活于平原和山区、常出没于开阔地区的树上、耕地、公园、苗圃和葡萄园以及甚至沼泽地区。该物种的模式产地在瑞典。
烤圃鵐在法國被視為珍饈，在朗德省的習俗中品嘗烤圃鵐更是家家戶戶一年一度的傳統。然而歐盟在1979年宣布此種鳥為保育類，而法國政府則在1999年跟進，從此食用圃鵐的傳統在該國已幾乎消逝殆盡，但仍有黑市交易存在，一隻圃鵐的價格可高達150至200歐元。

## 外部連結
- Newton, Alfred. .  (第11版). London. 1911.
- . . 1905.

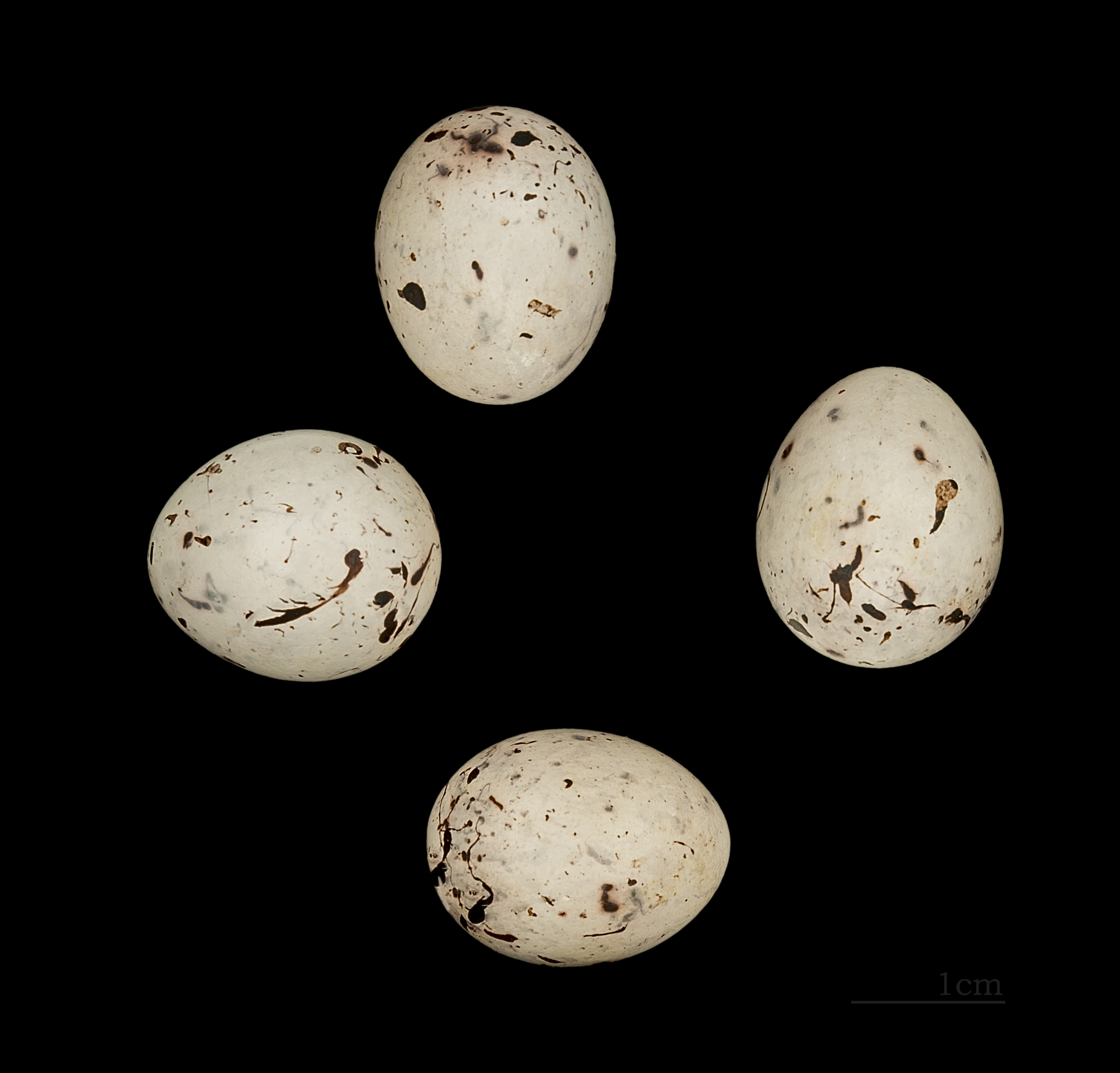
Emberiza Hortulano

- Ortolan Bunting (Emberiza hortulana)（页面存档备份，存于） from the website of the European Commission
- Xeno-canto: sound recordings of the ortolan bunting（页面存档备份，存于）
- 343: Poultry Slam 2007（页面存档备份，存于）, a November 2007 episode of This American Life with a segment about eating ortolan
- Oiseaux（页面存档备份，存于） Photographs, text, map;
- Ageing and sexing (PDF; 1.6 MB) by Javier Blasco-Zumeta and Gerd-Michael Heinze（页面存档备份，存于）